# Дюльмен
Дюльмен (нім. Dülmen) — місто в Німеччині, розташоване в землі Північний Рейн-Вестфалія. Підпорядковується адміністративному округу Мюнстер. Входить до складу району Кесфельд. 
Площа — 184,49 км2. Населення становить 46 706 ос. (станом на 31 грудня 2020).

## Географії

### Сусідні міста та громади
Дюльмен межує із 7 містами/громадами:
- Гальтерн
- Рекен
- Кесфельд
- Біллербек
- Ноттульн
- Зенден
- Людінггаузен

## Галерея

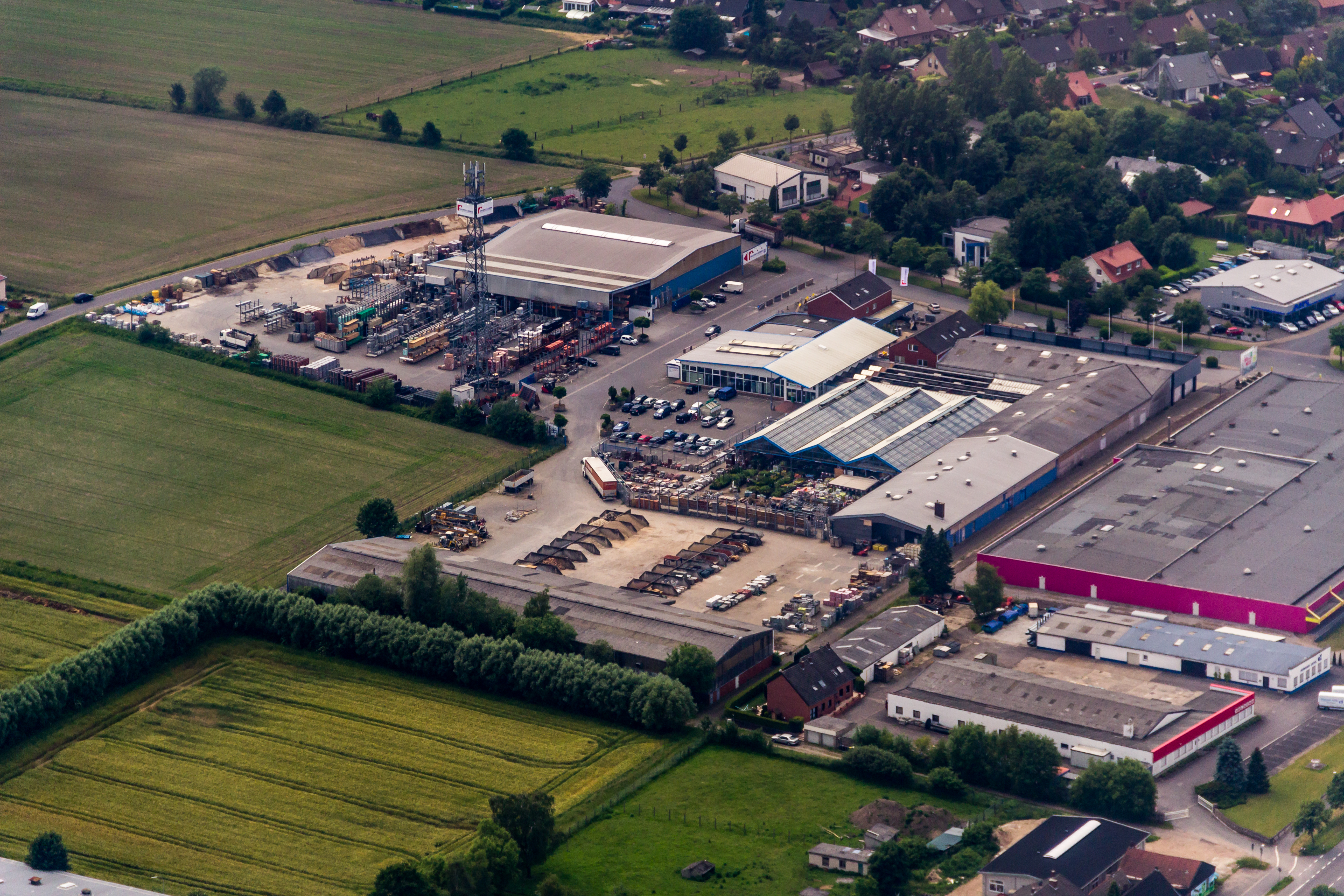
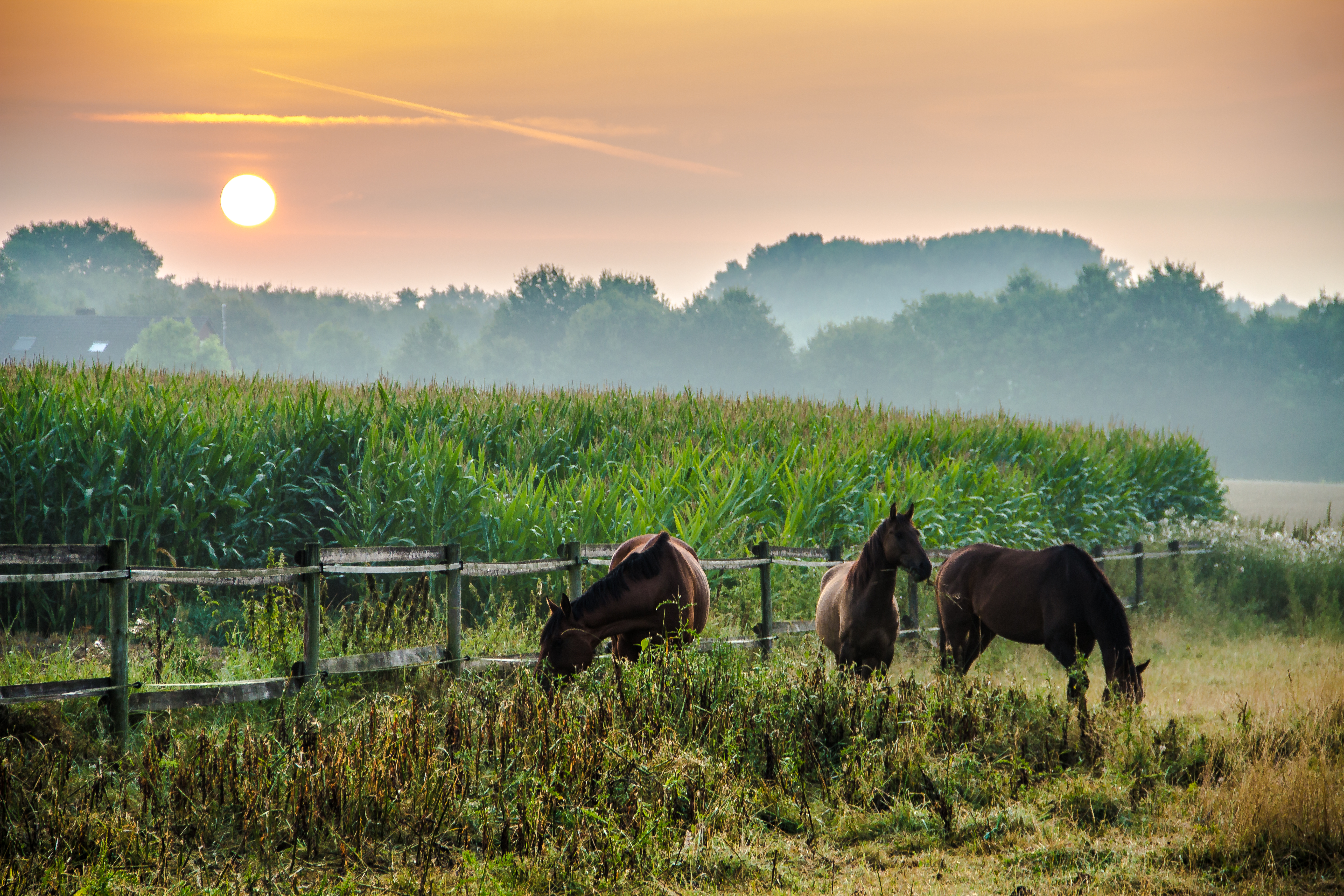
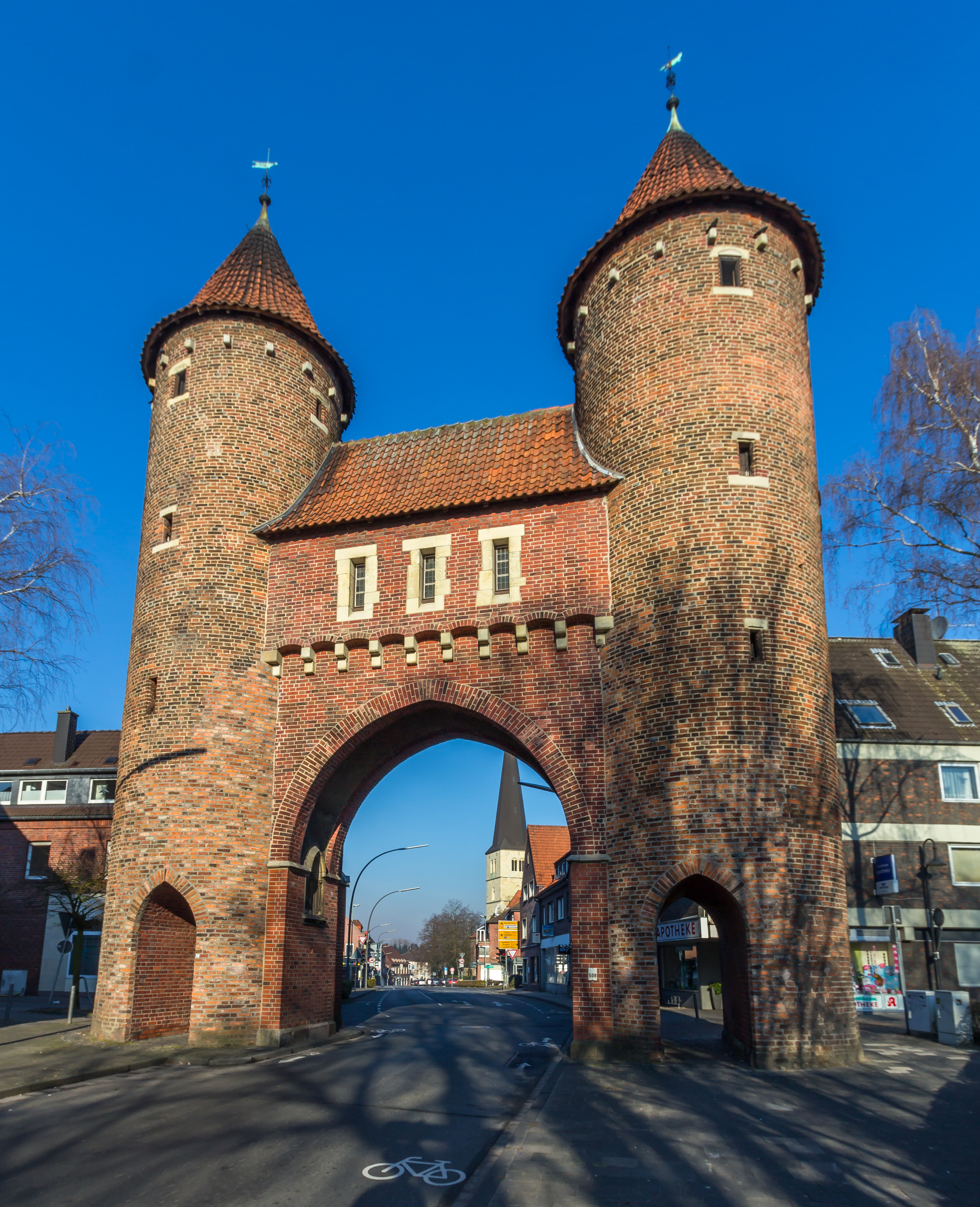
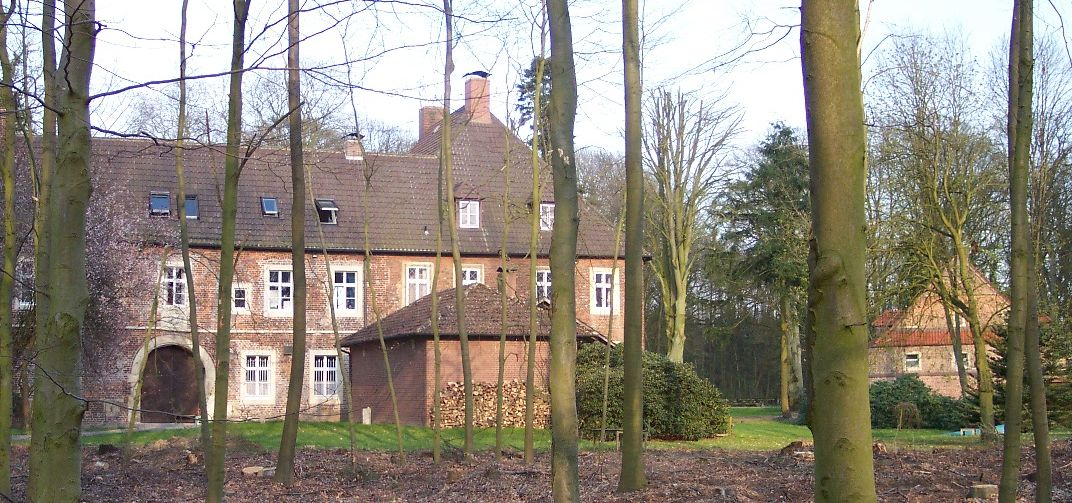
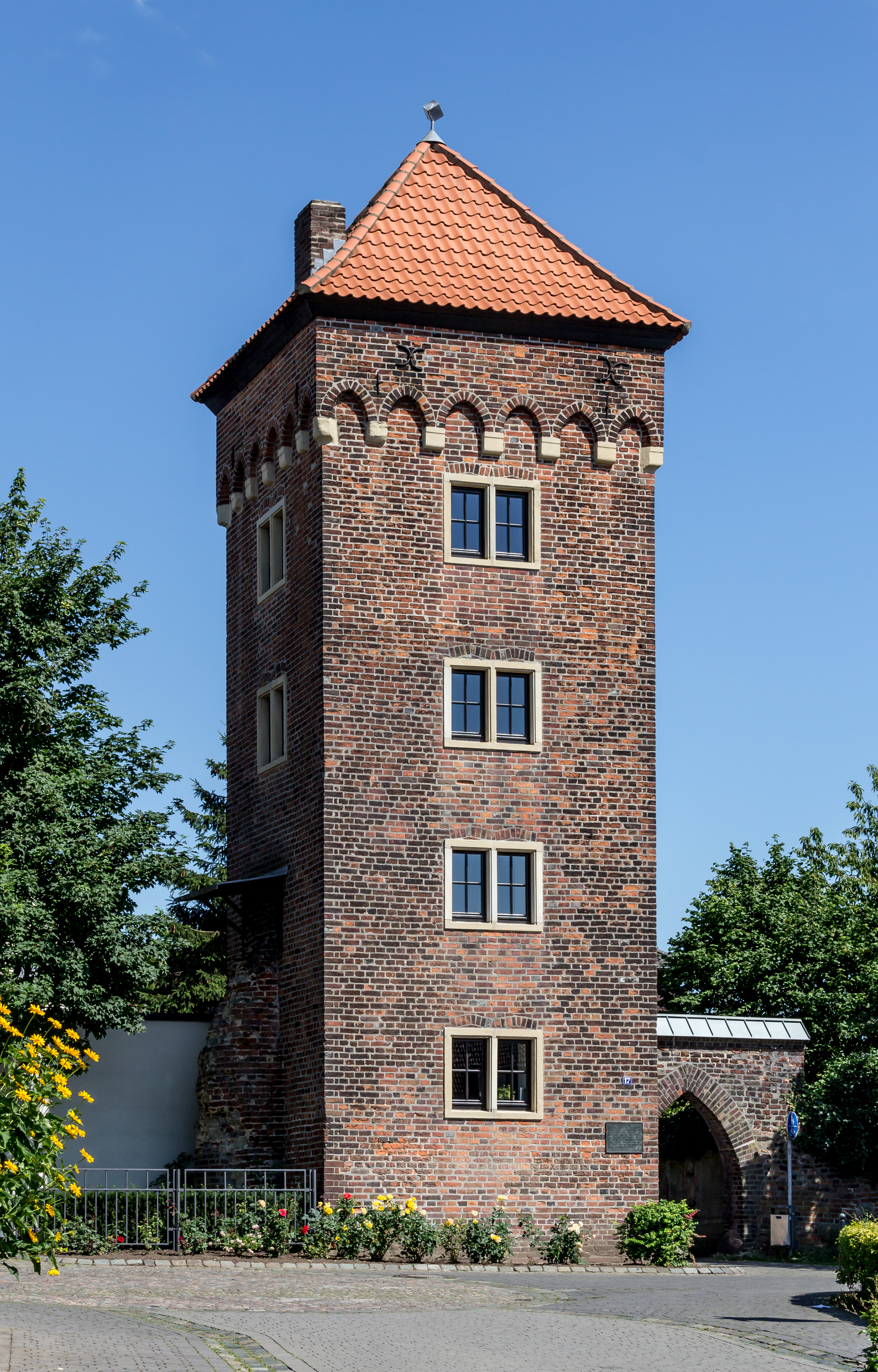
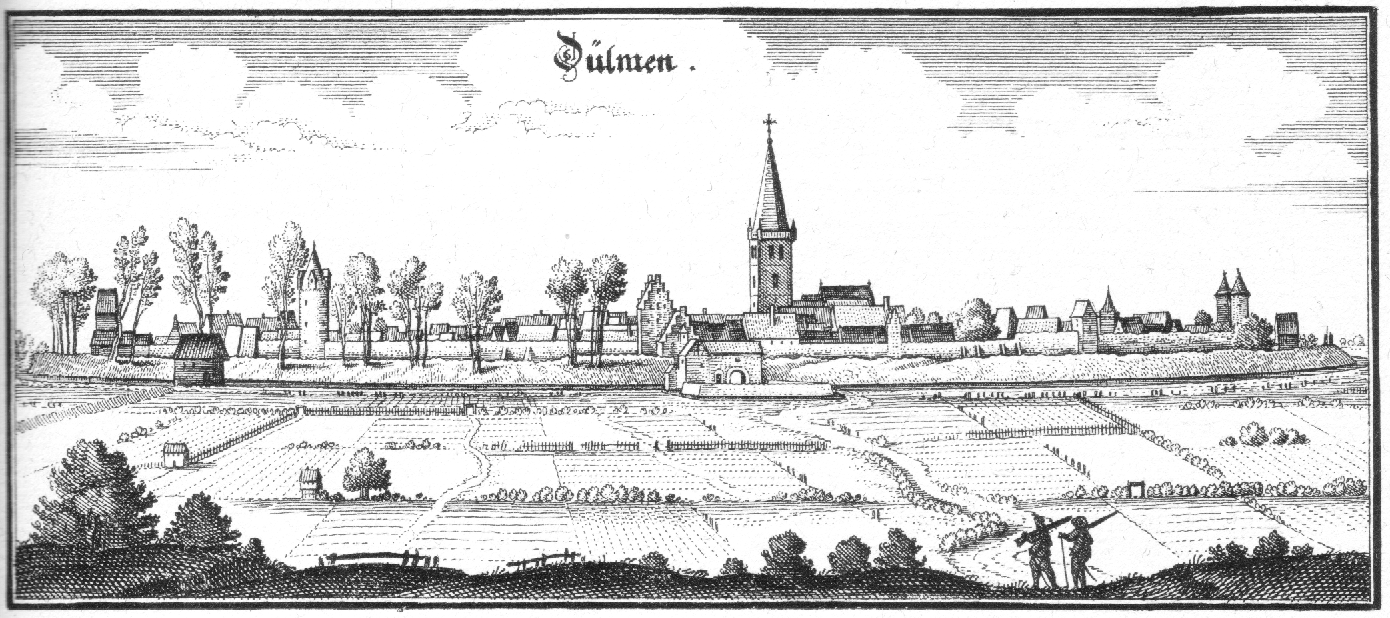